# 瓦勒 (德塞夫勒省)
瓦勒（法語：Vasles，法語發音：[val]）是法国德塞夫勒省的一个市镇，属于帕尔特奈区。

## 地理
瓦勒（46°34'31"N, 0°1'31"W）面积89.16 平方千米，位于法国新阿基坦大区德塞夫勒省，该省份为法国西部内陆省份，北起曼恩-卢瓦尔省，西接旺代省，南至夏朗德省和滨海夏朗德省，东临维埃纳省。
与瓦勒接壤的市镇（或旧市镇、城区）包括：莱福日、梅尼古特、圣马丹迪富尤、沃斯鲁、艾龙、沙朗德赖、拉蒂耶、桑赛、布瓦夫尔拉瓦莱、莱沙特利耶。

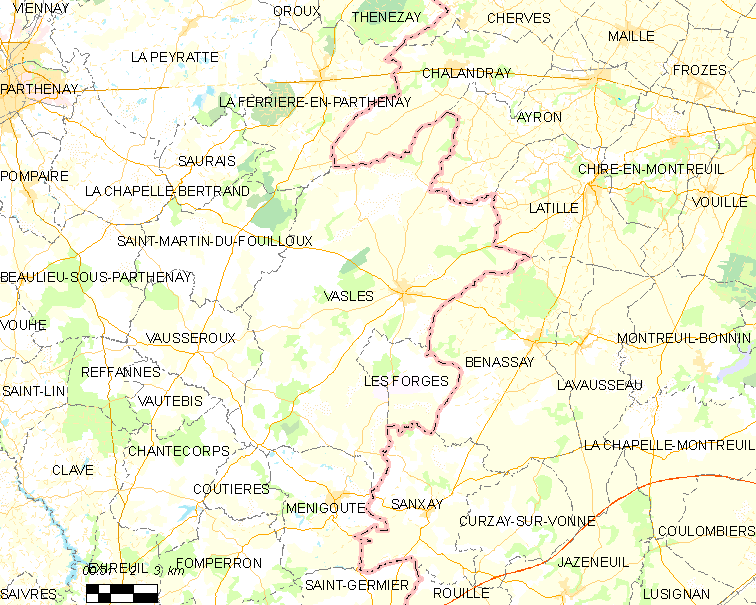
的OSM定位图

瓦勒的时区为UTC+01:00、UTC+02:00（夏令时）。

## 行政
瓦勒的邮政编码为79340，INSEE市镇编码为79339。

## 政治
瓦勒所属的省级选区为拉加蒂讷县。

## 人口

1962-2008年间人口变化图示

瓦勒于2022年1月1日时的人口数量为1666人。